# Gutenberg (près Bad Kreuznach)
Pour les articles homonymes, voir Gutenberg.
Gutenberg est une municipalité allemande située dans le land de Rhénanie-Palatinat et l'arrondissement de Bad Kreuznach.